# Ag m/42
O Automatgevär m/42 (Ag m/42, fora da Suécia comumente conhecido como AG 42, AG-42 ou Ljungman) é um fuzil semiautomático sueco que teve uso limitado pelo Exército da Suécia de 1942 até a década de 1960.

## História
Durante a Guerra de Inverno, a Finlândia capturou vários fuzis SVT-38 e pelo menos um chegou à Suécia. O Ag m/42 foi projetado por Erik Eklund da empresa AB C.J. Ljungmans Verkstäder de Malmö, seguindo vagamente a mecânica do SVT por volta de 1941, e entrou em produção no Carl Gustafs Stads Gevärsfaktori em Eskilstuna em 1942. Cerca de 30.000 fuzis foram fabricados ao todo para o Exército da Suécia.
Este era um número relativamente pequeno de armas e o fuzil de infantaria padrão continuou sendo o m/96 Mauser 6,5 mm de ação por ferrolho.
As "tropas policiais" norueguesas treinadas na Suécia durante a Segunda Guerra Mundial receberam uma série de Ag m/42 e trouxeram esses fuzis para a Noruega quando os alemães se renderam em 1945. Esses fuzis nunca foram modificados para a versão posterior Ag m/42B.
Depois que uma série de problemas foram descobertos, incluindo um sério problema com tubos de gás enferrujados, os estoques existentes do fuzil foram modificados entre 1953 e 1956, e os fuzis retrabalhados foram designados Ag m/42B. As modificações incluíram um tubo de gás de aço inoxidável, dois botões na tampa da culatra, um novo botão de elevação para a alça de mira, um defletor de borracha, novos carregadores e uma nova haste de limpeza. O Ag m/42B foi substituído no serviço sueco em meados da década de 1960 pelo Ak 4 (derivado do Heckler & Koch G3).
No início da década de 1950, a licença de fabricação do Ag m/42B foi vendida ao Egito, resultando no fuzil Hakim, que usa o cartucho 7,92×57mm Mauser. A Suécia vendeu o maquinário ao Egito e o Hakim foi, portanto, produzido com as mesmas máquinas-ferramentas usadas no Ag m/42B.
Depois de ser convertido para o 7,62 NATO e ter sua trajetória ajustada, o Ag m/42 foi usado como arma de alcance no canhão antitanque sueco Pansarvärnspjäs 1110 sob a designação Inskjutningsgevär 5110.
Madsen tentou licenciar o Ag m/42, mas nunca passou da fase de protótipo.
As tropas suecas servindo sob a UNFICYP usaram o m/42.

## Projeto
O Ag m/42 é operado por meio de um sistema de gás de pressão direta, semelhante ao do fuzil francês MAS-49 posterior. O Ag m/42 também usa um bloqueio de culatra basculante como os fuzis Tokarev SVT-38/SVT-40, MAS-49 e FN FAL. O Ag m/42 é específico para munição, pois não possui uma janela ou válvula de gás ajustável para ajustar o fuzil a vários comportamentos de pressão específicos de propulsores e projéteis.
A alça de mira do Ag m/42 possui duas opções de compensação de queda de bala, uma calibrada para munição spitzer m/41 e outra para munição de ponta redonda m/94. Qual deles está instalado pode ser visto entre o parafuso de mira e a janela de alcance. A imagem da bala (spitzer ou bala de ponta redonda) deve corresponder à munição utilizada. Com um parafuso de elevação ajustável manualmente no lado esquerdo da alça de mira pode ser ajustado para queda da bala em incrementos de 100 metros.

### Munição
O Ag m/42 usa o cartucho 6,5×55mm em um carregador removível de 10 tiros. Na prática, porém, o carregador geralmente permanecia preso ao fuzil enquanto era carregado por cima com pentes de cinco tiros. Assim como o britânico Lee–Enfield e o soviético SVT-40, o carregador do Ag m/42 deveria ser removido apenas para limpeza.
A munição usada pelos militares suecos em 1894 foi a munição de serviço 6,5×55mm skarp patron m/94 projektil m/94 com uma bala de 10,1 gramas de ponta redonda m/94.
A partir de 1941, a Suécia, que permaneceu neutra durante a Segunda Guerra Mundial, adotou munição skarp patron m/94 prickskytte m/41 carregada com uma bala spitzer de 9,1 gramas. Além de uma ponta pontiaguda, o projétil m/41 também tinha uma cauda de barco para reduzir ainda mais o arrasto aerodinâmico e substituiu a munição m/94 carregada pelo projétil m/94 para uso geral.
De 100 a 800 metros com munição spitzer m/41, ou 100 a 600 metros m com munição de ponta redonda m/94.

## Variantes

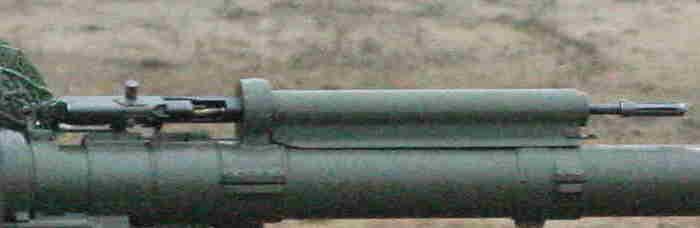
Inskjutningsgevär 5110

### Ag m/42B
O Ag m/42B é uma variante do m/42 com tubo de gás em aço inoxidável.

### Inskjutningsgevär 5110
Ag m/42 modificado em um fuzil de regulação por tiro traçante calibre 7,62 NATO para o Pansarvärnspjäs 1110.

## Operadores
- Iraque

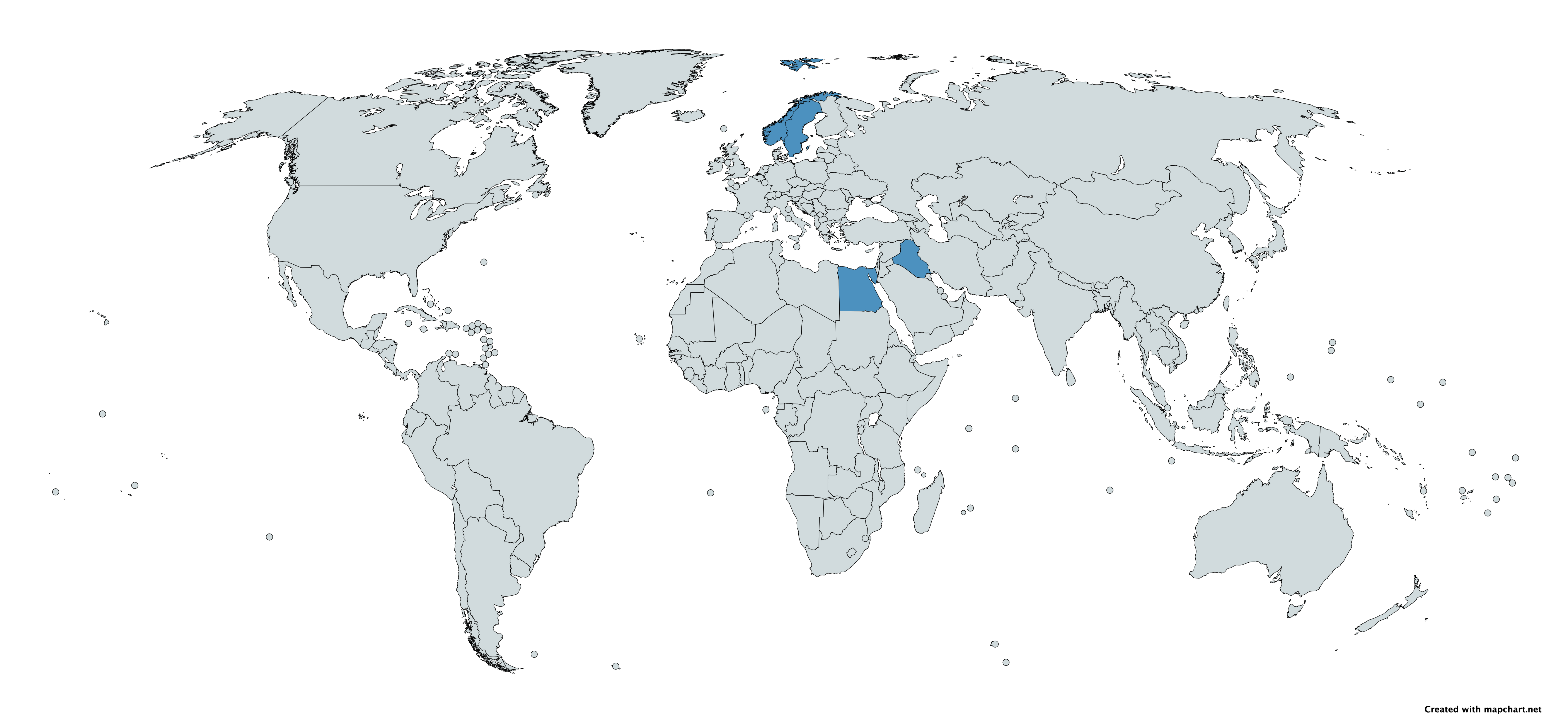
Um mapa com operadores do AG-42 em azul

- Egito: Produzido sob licença como o fuzil Hakim e a carabina Rasheed.[2]
- Noruega
- Suécia[8]

### Operadores não estatais
- Exército Republicano Irlandês Oficial[9]